# Himalajski cedar
Himalajski cedar (indijski cedar; lat. Cedrus deodara), zimzeleno stablo iz roda cedrova, porodica borovki.
Himalajski cedar raširen je po Himalajama (Indija, Pakistan, Tibet, Nepal), i to na visinama od 1100 do 4000 metara. Danas ga se često uzgaja po parkovima kao i privatnim vrtovoma, a postoji i nekoliko kultivara.
Naraste do pedeset metara visine, a promjer debla iznosi do 3 metra. Krošnja mu je piramidalna, pri vrhu savijena, a u starosti vrh otupi.
Destilacijom drveta proizvodi se eterično ulje koje se koristi u aromaterapiji.